# 4674 Pauling
4674 Pauling è un asteroide della fascia principale. Fu scoperto il 2 maggio 1989 da Eleanor Francis Helin, presso l'Osservatorio di Monte Palomar.
Presenta un'orbita caratterizzata da un semiasse maggiore pari a 1,8590197 UA e da un'eccentricità di 0,0701868, inclinata di 19,44111° rispetto all'eclittica.
È dedicato a Linus Pauling.